# Macroninos
Macroninos (Macronini) é uma tribo de coleópteros da subfamília Cerambycinae.

## Sistemática
- Ordem Coleoptera
  - Subordem Polyphaga
    - Infraordem Cucujiformia
      - Superfamília Chrysomeloidea
        - Família Cerambycidae
          - Subfamília Cerambycinae
            - Tribo Macronini (Lacordaire, 1869)
              - Gênero Brachopsis (Saunders, 1850)
              - Gênero Enchoptera (Saunders, 1850)
              - Gênero Macrones (Newman, 1841)
              - Gênero Oroderes (Saunders, 1850)